# Cuthbert Sebastian
Sir Cuthbert Montraville Sebastian GCMG, OBE (* 22. Oktober 1921; † 25. März 2017 in Basseterre) war von 1996 bis 2013 der Generalgouverneur von St. Kitts und Nevis.

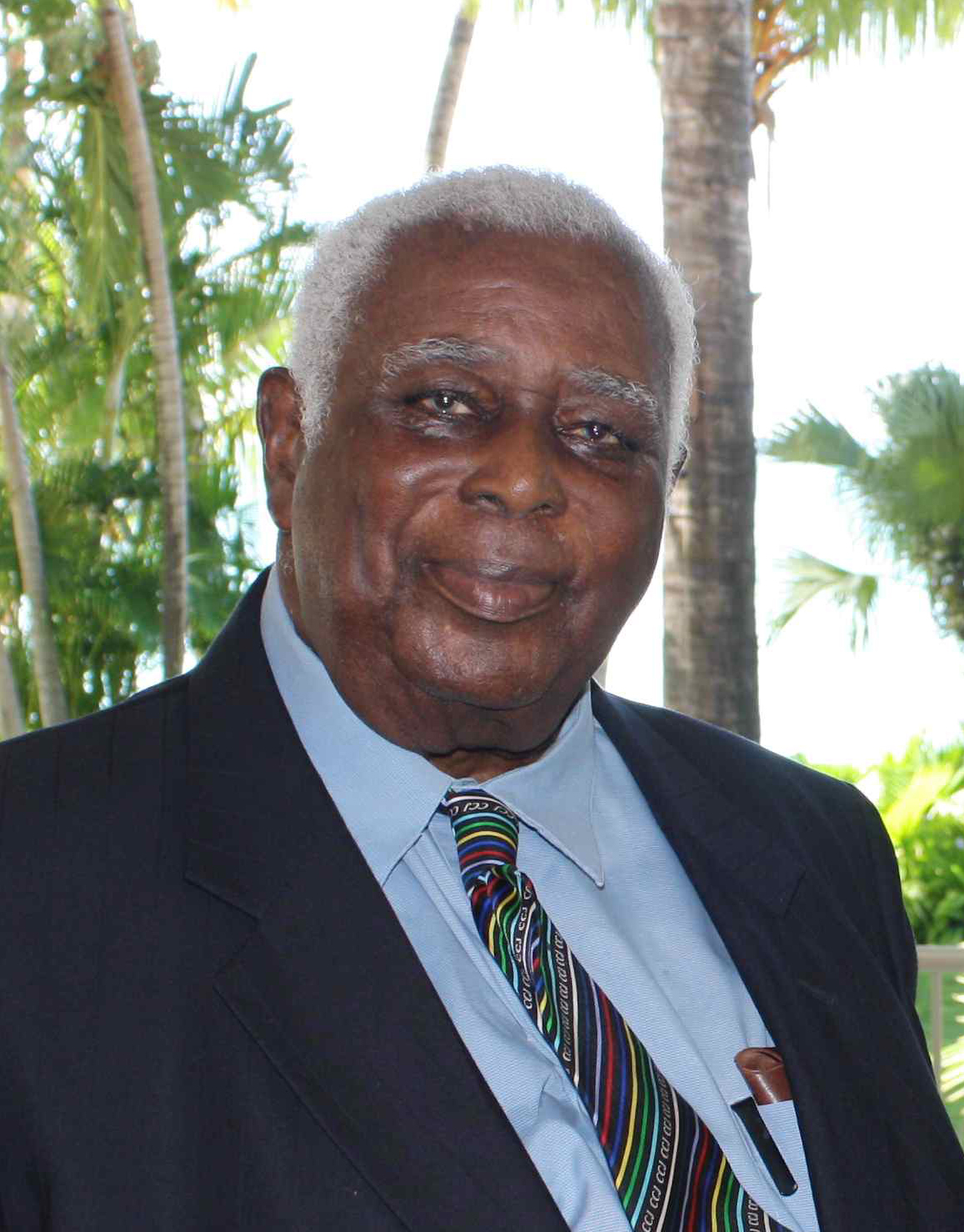
Cuthbert Sebastian, 2012

## Leben
Er studierte an den beiden kanadischen Hochschulen Mount Allison University in Sackville und Dalhousie University in Halifax (Neuschottland), um Chirurg zu werden. Zwischen 1980 und 1983 war er Chief Medical Officer von St. Kitts and Nevis. Im Jahre 1995 wurde er zum Generalgouverneur ernannt und am 1. Januar 1996 vereidigt. Sebastian wurde 1998 die Ehrendoktorwürde der Dalhousie University verliehen. Am 25. Dezember 2012 gab er seinen Rücktritt vom Amt des Generalgouverneurs zum 1. Januar 2013 bekannt.